# Gilbert Dennison Harris

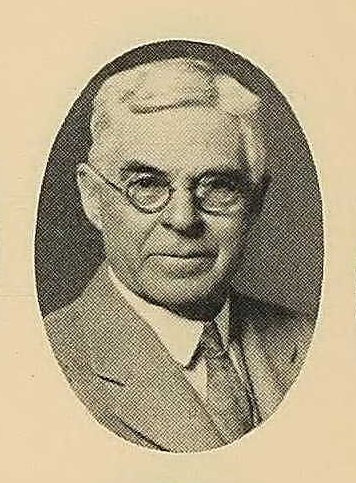
Gilbert Dennison Harris

Gilbert Dennison Harris  (* 2. Oktober 1864 in Jamestown, New York; † 4. Dezember 1952 in Ithaca, New York) war ein US-amerikanischer Paläontologe. Er war Professor für Paläontologie und Stratigraphie an der Cornell University.

## Leben
Harris studierte an der Cornell University mit dem Bachelor-Abschluss 1886 und war von 1887 bis 1893 beim United States Geological Survey und dem von Texas und Arkansas. 1894 unternahm er eine Studienreise nach England und Nordfrankreich, um das dortige Tertiär zu studieren. Im selben Jahr wurde er Assistant Professor und 1909 Professor an der Cornell University. 1934 ging er in den Ruhestand.
Von 1899 bis 1909 war er Staatsgeologe von Louisiana und entwickelte eine lange akzeptierte Theorie der Entwicklung der dortigen Salzstöcke. Er war Spezialist für Mollusken des Eozän und die tertiäre Stratigraphie des Mississippi-Gebiets.
Er war ab 1895 Herausgeber des Bulletin of American Paleontology. 1932 gründete er die Paleontological Research Institution.
1936 war er Präsident der Paleontological Society und 1937 Vizepräsident der Geological Society of America. Er war korrespondierendes Mitglied der Academy of Natural Sciences in Philadelphia.

## Familiäres
Gilbert Harris war das vierte von sechs Kindern von Francis Eugene Harris (1830–1890) und Lydia Helen Crandall Harris (1831–1918). Der Ozeanograph Rollin Arthur Harris war sein älterer Bruder. Gilbert Harris war seit 1890 mit Clara Stoneman Harris (1864–1932) verheiratet. Das Paar hatte die Tochter Rebecca (1891–1984).